# Mauschwitz
Mauschwitz (obersorbisch Mučnica) ist ein Ortsteil der Stadt Löbau im sächsischen Landkreis Görlitz in der Oberlausitz. Durch den Ort verlief seit dem Mittelalter bis ins 19. Jahrhundert die Grenze zwischen dem Bautzener und dem Görlitzer Kreis.

## Geographie
Mauschwitz liegt im Nordosten des Stadtgebietes nahe der Grenze zur Nachbarstadt Reichenbach/O.L. Das lockere Reihendorf zieht sich etwa einen Kilometer entlang eines Nebenbaches des Löbauer Wassers in Ost-West-Richtung hin.
Umliegende Ortschaften sind Alt- und Neucunnewitz im Norden, Meuselwitz im Osten, Kleinradmeritz im Süden, Glossen im Südwesten und Lautitz im Westen.

## Geschichte
Im 13. und 14. Jahrhundert bestand im Ort ein Rittergut, das später in ein Vorwerk umgewandelt wurde. Das Vorwerk kam mit dem westlichen Teil des Ortes an das Rittergut Lautitz im Bautzener Kreis, der östliche Teil hingegen unterstand dem Rittergut Glossen im Görlitzer Kreis. Kirchlich gehörte das Dorf seit seinen Anfängen nach Kittlitz.
Bei der Teilung der Oberlausitz im Zuge des Wiener Kongresses verblieb Mauschwitz beim Königreich Sachsen, während die ostnordöstlichen Nachbarorte Melaune und Meuselwitz mit dem größeren Teil der Oberlausitz an das Königreich Preußen kamen.
Nach dem Zweiten Weltkrieg wurde das Vorwerk – inzwischen als Schäferei genutzt – mitsamt seinen Ländereien, die einen Großteil der Ortsfläche ausmachten, enteignet und an Vertriebene aus den Ostgebieten sowie landarme Bauern vergeben.
Seit der Eingemeindung von Glossen nach Lautitz am 1. April 1974 ist Mauschwitz wieder zusammenhängend. Mit Lautitz kam Mauschwitz am 1. März 1994 zur Gemeinde Kittlitz und im Zuge der Eingemeindung dieser am 1. Januar 2003 zur Stadt Löbau.

### Bevölkerungsentwicklung
| Jahr | Einwohner |
| ---- | --------- |
| 1834 | 127       |
| 1871 | 100       |
| 1890 | 118       |

Beim Landesrezess 1777 wurden in Mauschwitz neun Gartennahrungsbesitzer, neun Häusler und eine wüste Wirtschaft gezählt.
Im 19. Jahrhundert lag die Einwohnerzahl zwischen 100 und 130. Nach Mukas Untersuchungen waren gegen Ende des 19. Jahrhunderts noch 18 % der Bevölkerung Sorben. Diese sprachen den Löbauer Dialekt des Obersorbischen.

### Ortsname
Schriftliche Belege des Ortsnamens sind 1396 im Zusammenhang mit einem Casparus de Muczenicz, 1419 Mussenicz, 1438 Mauschenitcz, 1485 Mautczschnicz, 1642 Mauschwicz sowie 1791 Mauschwitz.
Der sorbische Name ist 1700 und 1835 als Mucżinza belegt. 1848 folgte Mucžnica und schließlich 1866 Mučnica. Der Name ist inzwischen nicht mehr gebräuchlich.
Die relativ spät einsetzende urkundliche Überlieferung lässt keine sichere Deutung des Namens zu.